# Meganekko

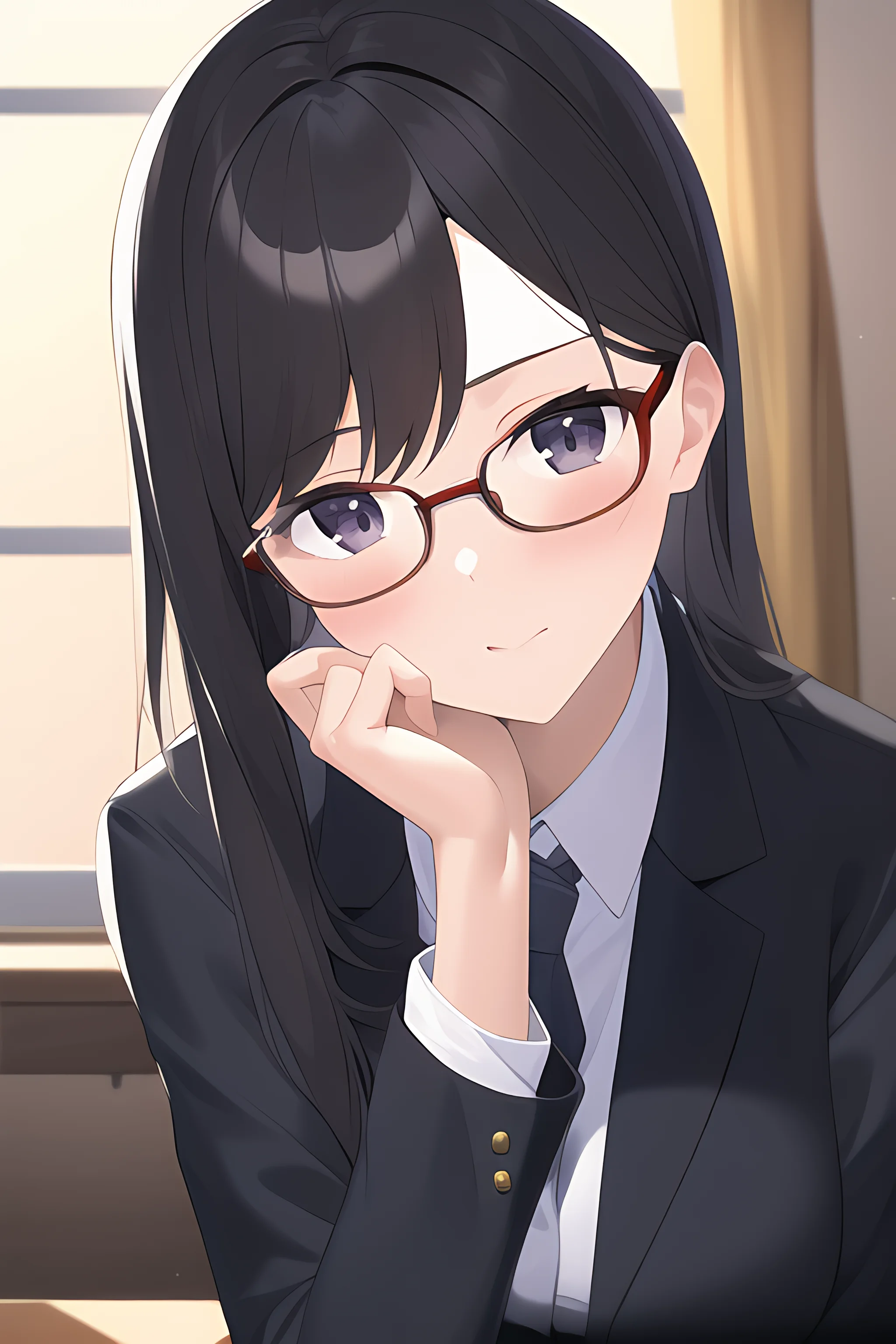
Příklad postavy typu Meganekko

Meganekko (japonsky 眼鏡キャラクター nebo めがねキャラクター) je japonská složenina znamenající „brýlaté děvče“. Skládá se ze základů megane (brýle) a ko (dítě, dcera). Jde o označení archetypu používaného v japonské komiksové kultuře (anime, manga). Pro meganekko je typická vysoká inteligence, uzavřenost a společenská neobratnost; představují stereotyp stydlivé knihomolky. Jejich nevinný a panenský dojem, podpořený brýlemi, působí na část publika atraktivně (viz též brýlový fetišismus).
Existují dva diametrálně odlišné typy meganekko, ilustrované zpravidla už obroučkami brýlí. Jedním typem jsou spíše nemotorné, nesmělé a naivní dívky, které mívají velké kulaté brýle s tenkými až neznatelnými obroučkami. Jejich sexuální nezkušenost často kontrastuje s fyzickou atraktivitou a značnou vyvinutostí. Druhým pólem jsou cílevědomé a vychytralé dívky, charakterizované menšími, hranatými a výraznými obroučkami. Existují také smíšené charaktery na pomezí uvedených extrémních typů.

### Mužský ekvivalent
Chlapci a muži s brýlemi se označují buď jednoduše jen jako megane, nebo megane otoko či megane danši.

## Galerie

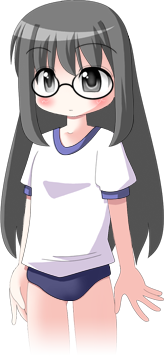
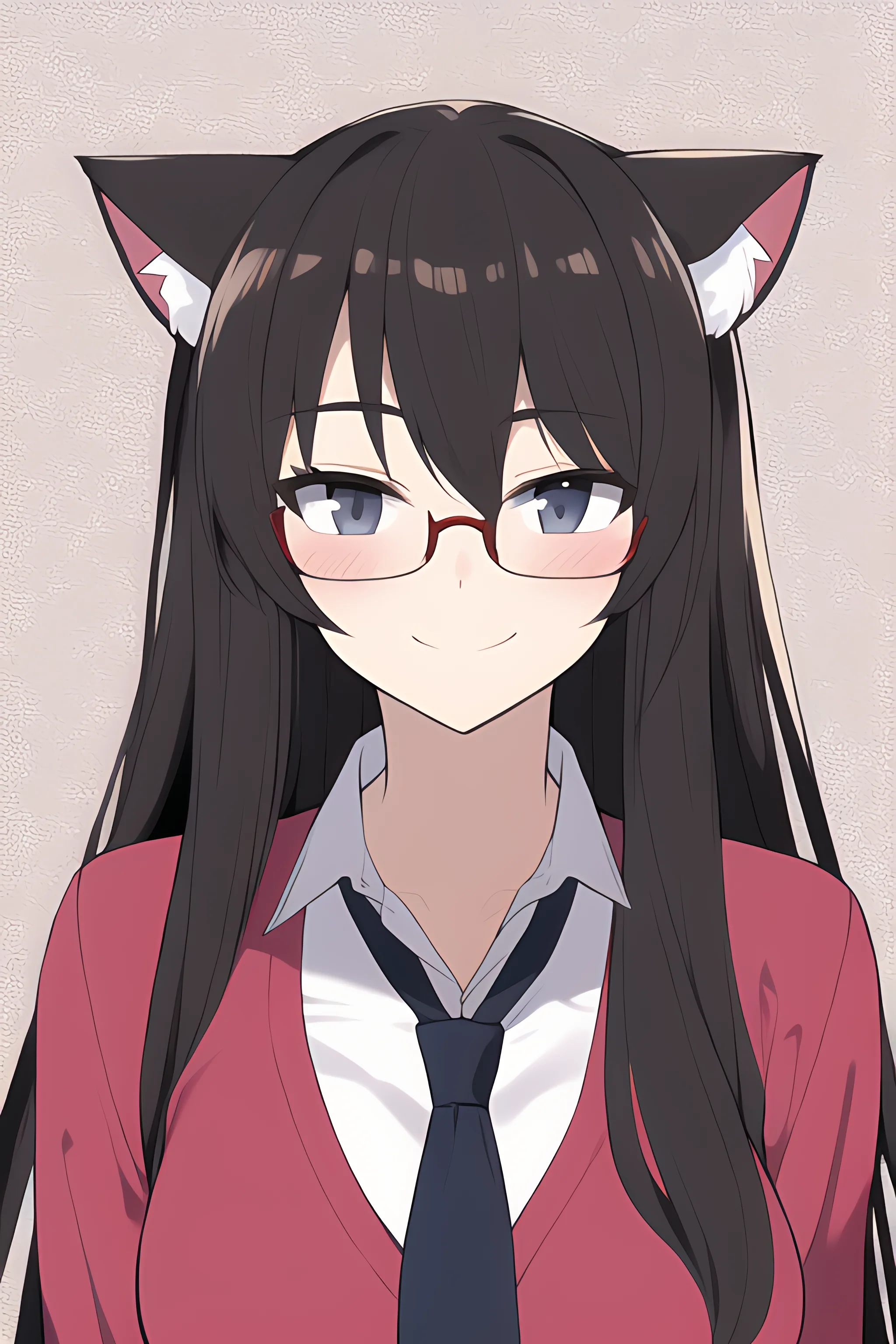
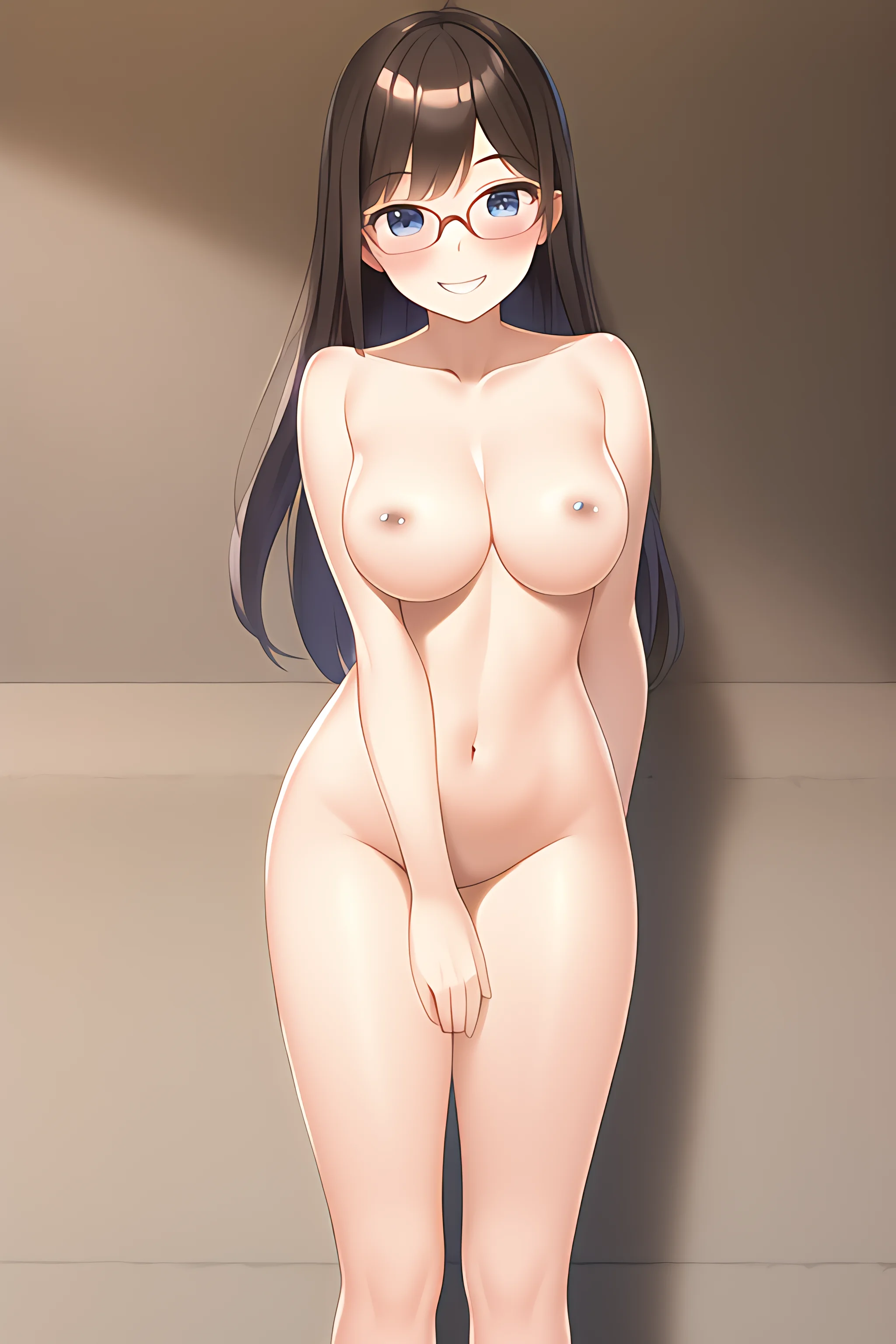
Eroticky explicitní Meganekko spojující nesmělost a atraktivitu
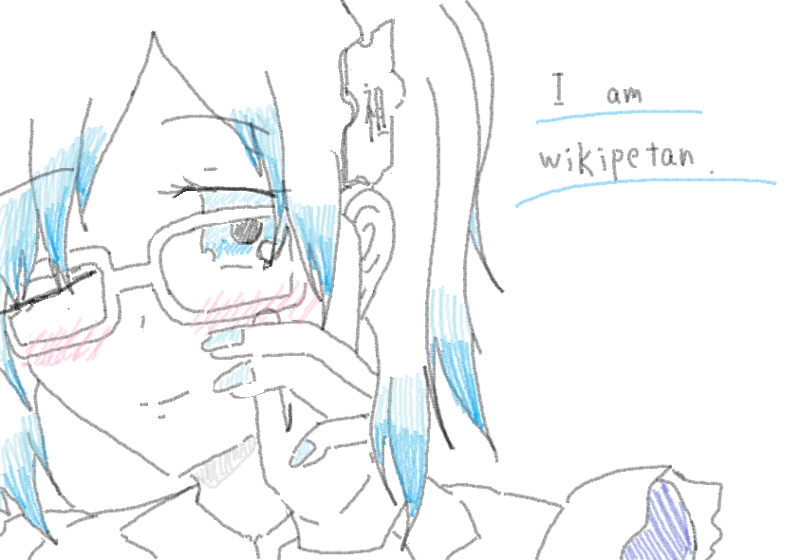
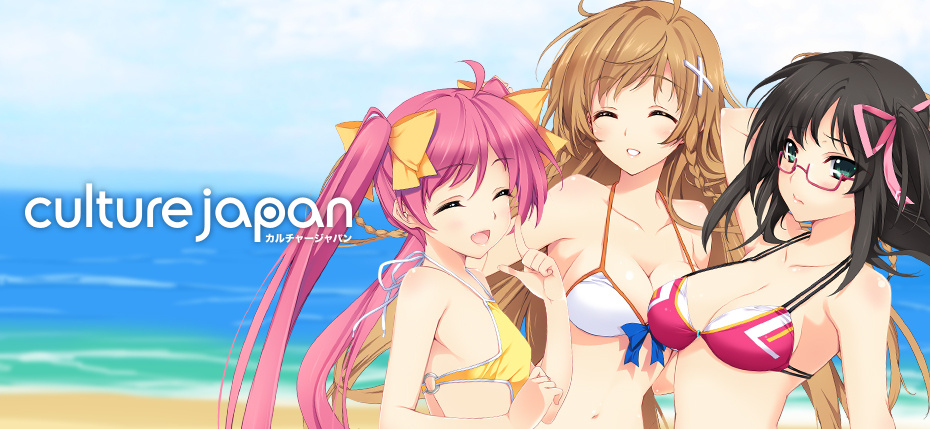
Meganekko vpravo
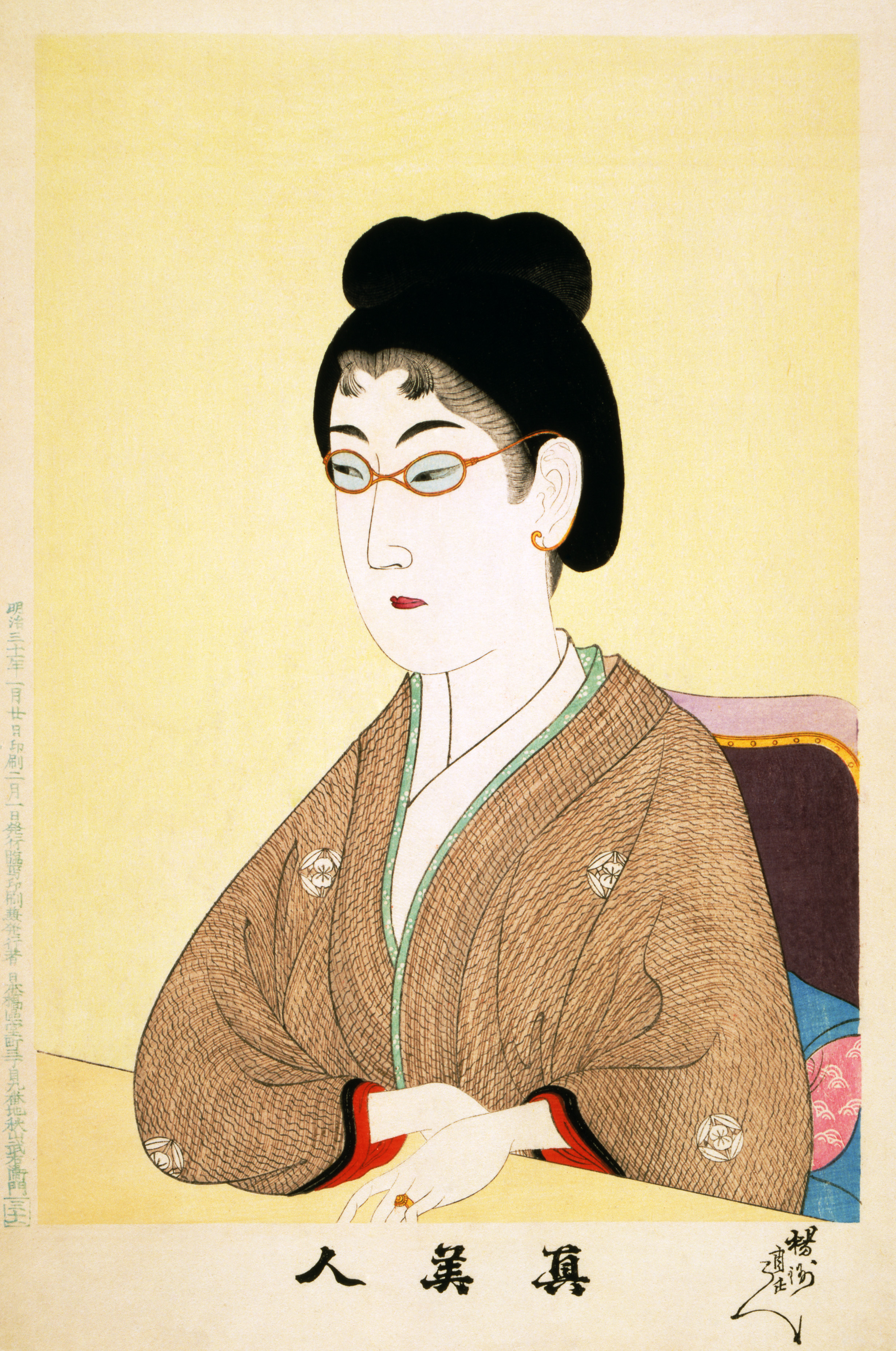
Historický příklad Meganekko
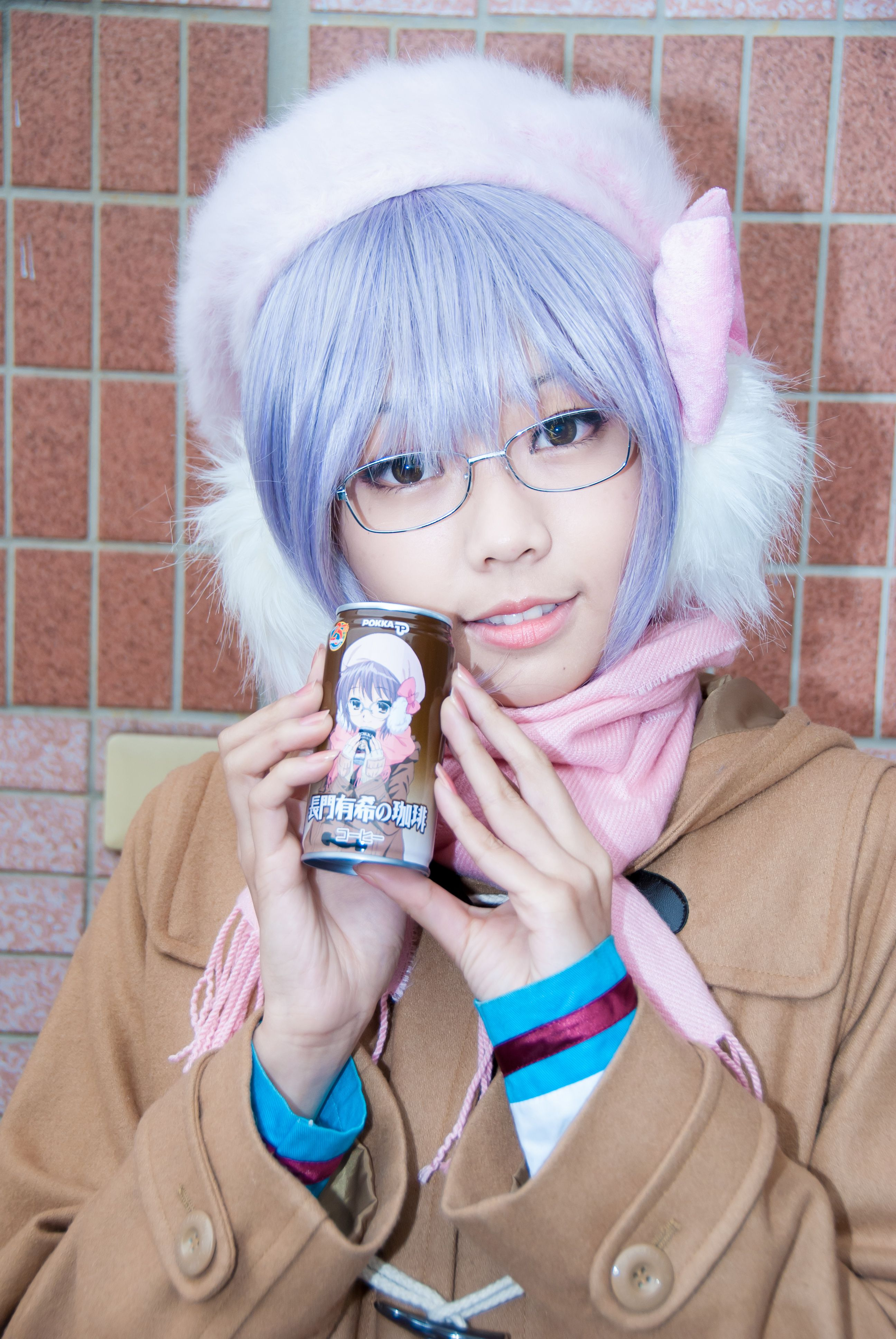
Cosplayerka postavy Yuki Nagato